# Labuissière (Pas-de-Calais)
Pour les articles homonymes, voir Labuissière.
Labuissière, également écrit La Buissière, est une ancienne commune française située dans le département du Pas-de-Calais et la région Hauts-de-France. Elle est associée à la commune de Bruay depuis 1987. Elle est désormais commune déléguée depuis le 30 octobre 2021 à la suite d’une délibération du conseil municipal de Bruay-la-Buissière.

## Toponymie
Le nom de la localité est attesté sous les formes Buxeria (1189), Busceria (1220), Bouisseria (1246), Le Boischiere, Le Bousciere et Le Buixière (1274), Le Boissière (1275), Bouxière (1285), Boschéria (XIIIe siècle), La Boesère (1318), Buxière (1332), La Bouchière (1340), Le Bouyssière (1343), Boixière (1360), Le Boussière (1467), Boussières (1469), Le Bouchierre (1530), La Boussire (1554), La Buissière (1720), La Busière (1725), La Bussiere (1793), La Buissière et Labussière (1801) et Bruay-la-Buissière depuis 1987.
Du latin Buxaria (buxus + suffixe aria). De l'oïl buissière « ensemble de buis », « lieu couvert de buis ».

## Histoire
La terre de La Buissière va donner son nom à une famille noble.

### Famille de La Buissière
- Helget de La Buissière est qualifié en 1036 d'avoué de l'abbaye Saint-Vaast d'Arras avec le seigneur de Béthune (maison de Béthune)[5].
- Clémence de La Buissière, fille et héritière d'Helget, dame de La Buissière, a épousé Robert de Béthune. Elle amène dans la maison de Béthune, l'avouerie de Saint-Vaast, désormais détenue totalement par cette maison[5].
- Oudart-Joseph de La Buissière, seigneur de Roquetoire au XVIIe siècle, a épousé Marguerite Le Marchand, fille de Charles[5].
- Oudart-Lamoral de La Buissière, fils d'Oudart-Joseph, bénéficie le 1er avril 1694, par lettres données à Versailles, du titre de marquis à la suite de l'érection de la terre de Lugy en marquisat. Oudart-lamoral était jusque là écuyer, seigneur de Lugy, Roquetoire, Lochem, Letinghem (sans doute Ledinghem), Cresques (sur la commune actuelle de Mametz). Oudart-Lamoral a servi trois ans en tant que cornette dans le régiment royal[5].
- Louis de La Buissière, frère d'Oudart-Lamoral, chevalier de l'ordre de Saint-Jean de Jérusalem, en 1694 est lieutenant-colonel dans le régiment de Famechon[5].

### Histoire moderne
En avril 1662, des lettres données à Paris érigent en marquisat la terre de La Buissière, en faveur d'Albert de Maulde, seigneur du lieu, en récompense des services qu'il a rendus. Cette terre située au comté d'Artois est mouvante du roi à cause de ce comté., a toutes les prérogatives de la justice seigneuriale, féodalité, patronage, droits honorifiques, est d'une grande étendue, d'un revenu considérable, possède un beau château, avec un grand parc, plusieurs vassaux et tenanciers, etc..

### Histoire contemporaine
Le 9 février 1987, la commune de Labuissière est rattachée sous le régime de la fusion-association à celle de Bruay-en-Artois qui devient Bruay-la-Buissière.
Le 30 octobre 2021, elle est transformée en commune déléguée.

## Politique et administration
| Période                                  | Période      | Identité            | Étiquette | Qualité                            |
| ---------------------------------------- | ------------ | ------------------- | --------- | ---------------------------------- |
| 1988                                     | 1999         | Claude Thomas       |           |                                    |
| 2014                                     | juillet 2020 | Bernard Cailliau    |           |                                    |
| juillet 2020                             | octobre 2021 | Isabelle Dudillieu  |           |                                    |
| décembre 2021                            | juillet 2022 | Thierry Frappé      |           | 1er adjoint de Bruay-la-Buissière  |
| juillet 2022                             | En cours     | Sandrine Prud'Homme |           | 1re adjointe de Bruay-la-Buissière |
| Les données manquantes sont à compléter. |              |                     |           |                                    |

| Période                                  | Période | Identité              | Étiquette | Qualité |
| ---------------------------------------- | ------- | --------------------- | --------- | ------- |
| 1829                                     | 1835    | Barthélémy Hennebelle |           |         |
| 1835                                     |         | Martin Guio           |           |         |
| Les données manquantes sont à compléter. |         |                       |           |         |

## Démographie
| 1793 | 1800 | 1806 | 1821 | 1831 | 1836 | 1841 | 1846 | 1851 |
| ---- | ---- | ---- | ---- | ---- | ---- | ---- | ---- | ---- |
| 636  | 666  | 700  | 753  | 826  | 805  | 813  | 811  | 822  |

| 1856 | 1861 | 1866 | 1872 | 1876 | 1881  | 1886  | 1891  | 1896  |
| ---- | ---- | ---- | ---- | ---- | ----- | ----- | ----- | ----- |
| 793  | 844  | 902  | 868  | 920  | 1 050 | 1 101 | 1 138 | 1 314 |

| 1901  | 1906  | 1911  | 1921  | 1926  | 1931  | 1936  | 1946  | 1954  |
| ----- | ----- | ----- | ----- | ----- | ----- | ----- | ----- | ----- |
| 1 377 | 1 549 | 1 605 | 1 862 | 2 060 | 2 098 | 2 080 | 2 280 | 2 385 |

| 1962  | 1968  | 1975  | 1982  | 2006  | 2011  | 2016  | 2017  | - |
| ----- | ----- | ----- | ----- | ----- | ----- | ----- | ----- | - |
| 2 798 | 3 713 | 3 721 | 3 756 | 3 834 | 3 834 | 3 674 | 3 648 | - |

## Culture locale et patrimoine

### Lieux et monuments
- Château de La Buissière
- Église Saint-Éloi-et-Saint-Martin de La Buissière